# بيربروفين
نجد ان بيربروفين Pirprofen من العقاقير المضادة للالتهاب غير الستيرويدية تم إحضاره إلى السوق عن طريق سيبا-غايغي في عام 1982 كعلاج للالتهاب المفاصل والألم. واقتصر تسميته بعد ان ثارت الآثار الضائرة، بما في ذلك بعض حالات تسمم الكبد القاتلة. سحبت شركة سيبا غايغي طوعا الدواء من السوق في جميع أنحاء العالم في عام 1990.
بيربروفين Pirprofen هو ( دَواءٌ مُضادٌّ لِلالْتِهاب ) مضاد التهاب لاستيرويدي. أظهرت بعض الدراسات بأن جرعة 400ملغ منه مفيدة عند بعض المرضى في تسكين آلام الشقيقة الحادة.

## آلية العمل
له آلية عمل مضادات الالتهاب اللاستيروئيدية. يثبط في الجسم الحي الكولاجين،
- الأشكال الصيدلانية في صورة مضغوطات وتحاميل

### الجرعة
600-800ملغ باليوم.

## الاستخدام
- إنفصال عظمي.
- التهاب المفاصل الروماتويدي.

### موانع الاستعمال
- الحساسية
- قرحة هضمية نشطة.

## تحذيرات خاصة
- المسنون.
- الأطفال دون الثانية عشر من العمر.
- المرضى الذين يعانون من الربو, الاضطرابات التحسسية، العدوى, الاضطرابات النزفية’ ارتفاع ضغط الدم، الفشل الكلوي, أو الكبدي أو القلبي.

## الآثار الجانبية
- صداع.
- قرحات هضمية.
- اضطرابات بالجهاز الهضمي.
- دوار
- طفح جلدي.
- تكزز.
- تغيم الرؤيا.
- تغيرات في الصيغة الدموية.
- حساسية للضوء.

## التداخلات الدوائية
- يزيد خطر ارتفاع بوتاسيوم الدم عند استخدامه مع المدرات الحافظة للبوتاسيوم ومثبطات الأنزيم المحول للأنجيوتنسين مثبط الإنزيم المحول للأنجيوتنسين.
- اضطرابات الوعي عند الاستخدام مع الكوينولونات .
- يعزز من تأثير الفنيتويين والسلفونيل يوريا سلفونيليوريا.
- قد ينقص الفعل الخافض للضغط للمدرات والمثبط الإنزيم المحول للأنجيوتنسين وحاجبات بيتا.
- ازدياد خطر النزف الهضمي والقرحات عند استخدامه مع الكورتيكوئيدات ومانعات تكدس الصفيحات والمثبطات استرداد السيروتونين الانتقائية.
- يزيد من خطر السمية الدموية عند الاستخدام مع الزيدوفودين .
- يزيد من خطر السمية الكلوية مع السيكلوسبورين سيكلوسبورين, التاكروليموس , المدرات البول, والمثبط الإنزيم المحول للأنجيوتنسين.
- آثار جانبية قاتلة: قد يزيد من مستويات الليثيوم والغليكوزيدات القلبية والميثوتريكسات, وقد يزيد من الفعالية المضادة للتخثر.[3]

## المصدر
1. ↑  WHO. Consolidated List of Products - Whose Consumption and/or Sale Have Been Banned, Withdrawn, Severely Restricted or Not Approved by Governments, Twelfth Issue - Pharmaceuticals. United Nations - New York, 2005 نسخة محفوظة 27 يوليو 2017 على موقع واي باك مشين.
2. ↑  ترجمة و معنى كلمة بيربروفين في قاموس المعاني. قاموس عربي انجليزي مصطلحات صفحة 1 نسخة محفوظة 9 يناير 2020 على موقع واي باك مشين.
3. ↑  http://www.mims.com/USA/drug/info/pirprofen/%5Bوصلة+مكسورة%5D